# Căn cứ Tuy Hòa
Căn cứ Tuy Hòa (còn gọi là Sân bay Phú Hiệp hoặc Sân bay Lục quân Phú Hiệp) là căn cứ cũ của Quân đội Mỹ tọa lạc ở phía đông nam Tuy Hòa, tỉnh Phú Yên, Việt Nam Cộng hòa.

## Lịch sử

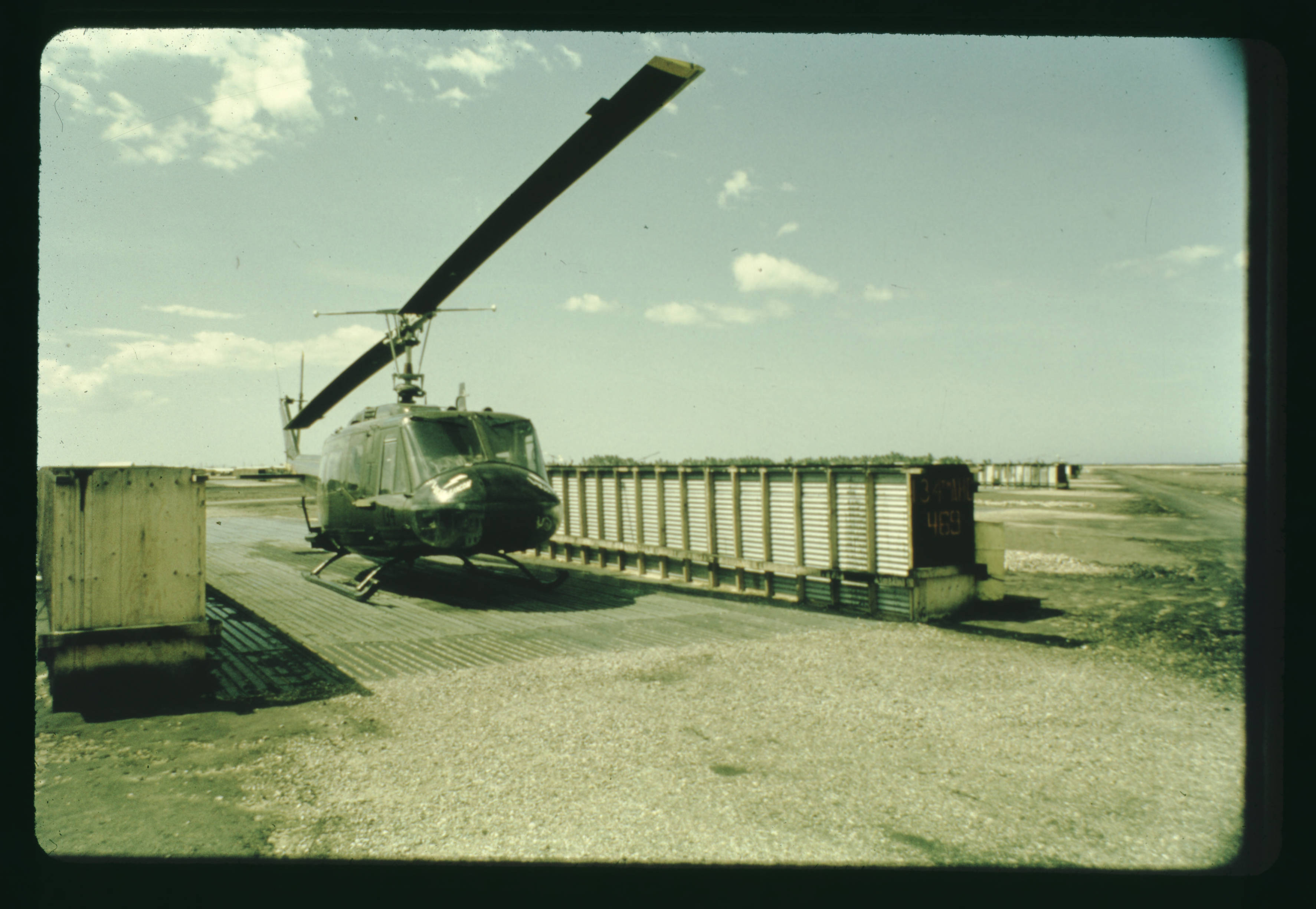
UH-1 trong công sự, ngày 13 tháng 7 năm 1968.

Căn cứ nằm cách Quốc lộ 1 khoảng 5 km về phía đông và cách Căn cứ Không quân Tuy Hòa 7 km về phía đông nam.
Căn cứ này được Lữ đoàn 1, Sư đoàn 4 Bộ binh sử dụng, bao gồm:
- Tiểu đoàn 1, Trung đoàn 8 Bộ binh[2]
- Tiểu đoàn 3, Trung đoàn 8 Bộ binh[2]:139
- Tiểu đoàn 1, Trung đoàn 12 Bộ binh[2]:141

từ tháng 10 năm 1966 đến tháng 6 năm 1967.
Lữ đoàn Không vận 173 đóng quân tại Tuy Hòa từ tháng 10 đến tháng 11 năm 1967.:158
Các đơn vị khác đóng quân tại Tuy Hòa/Phú Hiệp bao gồm:
- Tiểu đoàn 3, Trung đoàn 22 Bộ binh (Tháng 12 năm 1970 – Tháng 1 năm 1972)[2]:145
- Bệnh viện Dã chiến 91 (Tháng 12 năm 1966 – Tháng 7 năm 1969)[2]:216
- Đại đội Máy bay Trinh sát 203 (Tháng 10 năm 1967 – Tháng 7 năm 1970)
- Đại đội Không quân 225
- Tiểu đoàn Không quân 268
- Tiểu đoàn Công binh 577
- Đại đội Bảo dưỡng Nhẹ 136
- Đại đội Vận tải 24

Sau khi Không quân Mỹ ngừng hoạt động tại Căn cứ Không quân Tuy Hòa vào tháng 10 năm 1970, các đơn vị Lục quân Mỹ đóng tại Tuy Hòa/Phú Hiệp đã chuyển đến Căn cứ Không quân Tuy Hòa và cơ sở này bị đóng cửa.

## Tai nạn và sự cố
- Ngày 2 tháng 12 năm 1967, chiếc Bell UH-1D Iroquois số hiệu 66-00811 thuộc Đại đội Trực thăng Tấn công 48 đã mất tích sau khi cất cánh từ Phú Hiệp với 4 thành viên phi hành đoàn và hành khách trên khoang trong điều kiện thời tiết xấu, thi thể của phi hành đoàn được tìm thấy vào năm 1993.[4]
- Ngày 10 tháng 7 năm 1971, chiếc UH-1C số hiệu 66-00636 thuộc Đại đội Trực thăng Tấn công 134 đã gặp nạn tại Phú Hiệp trong chuyến bay kiểm tra cơ khí từ Căn cứ Không quân Tuy Hòa khiến cả 3 thành viên phi hành đoàn và hành khách thiệt mạng.[5]
- Ngày 2 tháng 4 năm 1971, chiếc Boeing CH-47 Chinook số hiệu 67-18545 thuộc Phi đội Không quân 180 (Trực thăng Không yểm), bị phá hủy do vụ nổ và hỏa hoạn khi va chạm cánh quạt với một ụ phòng thủ trong lúc chạy trên mặt đất, dẫn đến thiệt hại hoàn toàn.[6]

## Hiện tại
Căn cứ này hiện giờ bị bỏ hoang và cải tạo thành đất nông nghiệp và nhà ở.